# Theonella discifera
Theonella discifera är en svampdjursart som beskrevs av Lendenfeld 1907. Theonella discifera ingår i släktet Theonella och familjen Theonellidae.
Artens utbredningsområde är havet kring Australien. Inga underarter finns listade i Catalogue of Life.